# Llista de seleccions del Campionat d'Europa de Futbol sub-21 de la UEFA 1996
Seleccions del Campionat d'Europa de Futbol sub-21 de la UEFA 1996.

## França
Seleccionador:  Raymond Domenech
| Dorsal | Posició     | Jugador                 | Data de naixement/edat | Partits | Gols        | Club                 |
| ------ | ----------- | ----------------------- | ---------------------- | ------- | ----------- | -------------------- |
| 1      | Porter      | Lionel Letizi           | 28 de maig, 1973       |         | {{{goals}}} | OGC Nice             |
| 2      | Defensa     | Martin Djetou           | 15 de desembre, 1974   |         | {{{goals}}} | RC Strasbourg        |
| 3      | Defensa     | Florent Laville         | 7 d'agost, 1973        |         | {{{goals}}} | Olympique Lyonnais   |
| 4      | Defensa     | Patrick Moreau          | 3 de novembre, 1973    |         | {{{goals}}} | SC Bastia            |
| 5      | Defensa     | Jérôme Bonnissel        | 4 de gener, 1973       |         | {{{goals}}} | Montpellier HSC      |
| 6      | Migcampista | Claude Makélélé         | 18 de febrer, 1973     |         | {{{goals}}} | FC Nantes Atlantique |
| 7      | Migcampista | Patrick Vieira          | 23 de juny, 1976       |         | {{{goals}}} | AC Milan             |
| 8      | Migcampista | Charles-Edouard Coridon | 9 d'abril, 1973        |         | {{{goals}}} | EA Guingamp          |
| 9      | Davanter    | Sylvain Wiltord         | 10 de maig, 1974       |         | {{{goals}}} | Stade Rennais FC     |
| 10     | Davanter    | Florian Maurice         | 20 de maig, 1974       |         | {{{goals}}} | Olympique Lyonnais   |
| 11     | Migcampista | Robert Pirès            | 29 d'octubre, 1973     |         | {{{goals}}} | FC Metz              |
| 12     | Defensa     | Yannick Rott            | 27 de setembre, 1974   |         | {{{goals}}} | RC Strasbourg        |
| 13     | Migcampista | Vincent Candela         | 24 d'octubre, 1973     |         | {{{goals}}} | En Avant Guingamp    |
| 14     | Migcampista | Olivier Dacourt         | 25 de setembre, 1974   |         | {{{goals}}} | RC Strasbourg        |
| 15     | Davanter    | Tony Vairelles          | 10 d'abril 1973        |         | {{{goals}}} | RC Lens              |
| 16     | Porter      | Vincent Fernandez       | 31 de gener, 1975      |         | {{{goals}}} | LB Châteauroux       |
| 17     | Migcampista | Vikash Dhorasoo         | 10 d'octubre, 1973     |         | {{{goals}}} | Le Havre AC          |
| 18     | Davanter    | Pierre-Yves André       | 14 de maig, 1974       |         | {{{goals}}} | Stade Rennais        |

## Itàlia
Seleccionador:  Cesare Maldini
| Dorsal | Posició     | Jugador             | Data de naixement/edat | Partits | Gols        | Club           |
| ------ | ----------- | ------------------- | ---------------------- | ------- | ----------- | -------------- |
|        | Porter      | Gianluigi Buffon    | 28 de gener, 1978      |         | {{{goals}}} | Parma          |
|        | Porter      | Angelo Pagotto      | 21 de novembre, 1973   |         | {{{goals}}} | Sampdoria      |
|        | Defensa     | Fabio Cannavaro     | 13 de setembre, 1973   |         | {{{goals}}} | Parma          |
|        | Defensa     | Salvatore Fresi     | 16 de gener, 1973      |         | {{{goals}}} | Internazionale |
|        | Defensa     | Fabio Galante       | 20 de novembre, 1973   |         | {{{goals}}} | Genoa          |
|        | Defensa     | Alessandro Nesta    | 19 de març, 1976       |         | {{{goals}}} | Lazio          |
|        | Defensa     | Christian Panucci   | 12 d'abril, 1973       |         | {{{goals}}} | Milan          |
|        | Defensa     | Fabio Pecchia       | 24 d'agost, 1973       |         | {{{goals}}} | Napoli         |
|        | Defensa     | Alessandro Pistone  | 27 de juliol, 1975     |         | {{{goals}}} | Internazionale |
|        | Defensa     | Luigi Sartor        | 30 de gener, 1975      |         | {{{goals}}} | Vicenza        |
|        | Migcampista | Raffaele Ametrano   | 15 de febrer, 1973     |         | {{{goals}}} | Udinese        |
|        | Migcampista | Massimo Brambilla   | 4 de març, 1973        |         | {{{goals}}} | Parma          |
|        | Migcampista | Alessio Tacchinardi | 23 de juliol, 1975     |         | {{{goals}}} | Juventus       |
|        | Migcampista | Damiano Tommasi     | 17 de maig, 1974       |         | {{{goals}}} | Hellas Verona  |
|        | Davanter    | Nicola Amoruso      | 29 d'agost 1974        |         | {{{goals}}} | Padova         |
|        | Davanter    | Marco Delvecchio    | 7 d'abril 1973         |         | {{{goals}}} | Roma           |
|        | Davanter    | Domenico Morfeo     | 16 de gener, 1976      |         | {{{goals}}} | Atalanta       |
|        | Davanter    | Francesco Totti     | 27 de setembre, 1976   |         | {{{goals}}} | Roma           |

## Espanya
Seleccionador:  Javier Clemente
| Dorsal | Posició     | Jugador            | Data de naixement/edat | Partits | Gols        | Club            |
| ------ | ----------- | ------------------ | ---------------------- | ------- | ----------- | --------------- |
| 1      | Porter      | Juan Luis Mora     | 12 de juliol 1973      |         | {{{goals}}} | Real Oviedo     |
| 2      | Migcampista | Gaizka Mendieta    | 27 de març 1974        |         | {{{goals}}} | València CF     |
| 3      | Defensa     | Agustin Aranzábal  | 15 de març 1973        |         | {{{goals}}} | Reial Societat  |
| 4      | Defensa     | Santi              | 9 de març 1974         |         | {{{goals}}} | Atlético Madrid |
| 5      |             | Sergio Corino      | 10 d'octubre 1974      |         | {{{goals}}} | Athletic Bilbao |
| 6      |             | Roberto            |                        |         | {{{goals}}} |                 |
| 7      | Migcampista | Iñigo Idiakez      | 8 de novembre 1973     |         | {{{goals}}} | Reial Societat  |
| 8      |             | Jose Ignacio       |                        |         | {{{goals}}} |                 |
| 9      | Davanter    | Raúl               | 27 de juny 1977        |         | {{{goals}}} | Reial Madrid    |
| 10     | Migcampista | Iván de la Peña    | 6 de maig 1975         |         | {{{goals}}} | FC Barcelona    |
| 11     | Davanter    | Jordi Lardin       | 4 de juny 1973         |         | {{{goals}}} | Espanyol        |
| 12     | Porter      | Jorge Aizkorreta   | 6 de febrer 1974       |         | {{{goals}}} | Athletic Bilbao |
| 13     |             | Óscar              | 26 d'abril 1973        |         | {{{goals}}} | FC Barcelona    |
| 14     | Davanter    | Javier de Pedro    | 4 d'agost 1973         |         | {{{goals}}} | Reial Societat  |
| 15     | Davanter    | Fernando Morientes | 5 d'abril 1976         |         | {{{goals}}} | Real Zaragoza   |
| 16     | Defensa     | Aitor Karanka      | 8 d'agost 1973         |         | {{{goals}}} | Athletic Bilbao |
| 17     | Defensa     | Sietes             | 18 de febrer 1974      |         | {{{goals}}} | València CF     |
| 18     | Defensa     | Javi Navarro       | 6 de febrer 1974       |         | {{{goals}}} | València CF     |